# Last Chance (película)
Last Chance es una película de drama de 1999, dirigida por Bryan Cranston, que a su vez la escribió, musicalizada por Bill Montei y Lisa Popeil, en la fotografía estuvo Stephan Schultze y los protagonistas son Tim Thomerson, Robin Dearden y Bryan Cranston, entre otros. El filme fue realizado por The Last Chance Picture Company, se estrenó el 10 de enero de 1999.

## Sinopsis
En el desierto de California, una mujer que vive sin un anhelo se relaciona con un sujeto que vive conforme a sus sueños. En el momento que afrontan su última oportunidad, las determinaciones que elijan podrían modificar su presente completamente.